# Liste der Ortschaften im Bezirk Tulln
Die Liste der Ortschaften im Bezirk Tulln enthält die Gemeinden und ihre zugehörigen Ortschaften im niederösterreichischen Bezirk Tulln (in Klammern stehen die Einwohnerzahlen zum Stand 1. Jänner 2024):
- Absdorf (2469)

- Atzenbrugg (729)
  - Ebersdorf (67)
  - Heiligeneich (1427)
  - Hütteldorf (116)
  - Moosbierbaum (289)
  - Tautendorf (90)
  - Trasdorf (630)
  - Watzendorf (51)
  - Weinzierl (66)

- Fels am Wagram (1671)
  - Gösing am Wagram (361)
  - Stettenhof (181)
  - Thürnthal (290)

- Grafenwörth (1445)
  - Feuersbrunn (570)
  - Jettsdorf (351)
  - Seebarn am Wagram (371)
  - St. Johann (178)
  - Wagram am Wagram (385)

- Großriedenthal (479)
  - Neudegg (175)
  - Ottenthal (316)

- Großweikersdorf (1959)
  - Ameistal (155)
  - Baumgarten am Wagram (202)
  - Großwiesendorf (250)
  - Kleinwiesendorf (239)
  - Ruppersthal (416)
  - Tiefenthal (151)

- Judenau-Baumgarten
  - Baumgarten am Tullnerfeld (902)
  - Freundorf (471)
  - Judenau (831)
  - Zöfing (182)

- Kirchberg am Wagram (1450)
  - Altenwörth (294)
  - Dörfl (231)
  - Engelmannsbrunn (277)
  - Gigging (117)
  - Kollersdorf (169)
  - Mallon (102)
  - Mitterstockstall (178)
  - Neustift im Felde (223)
  - Oberstockstall (197)
  - Sachsendorf (149)
  - Unterstockstall (277)
  - Winkl (166)

- Klosterneuburg (16.338)
  - Höflein an der Donau (802)
  - Kierling (3123)
  - Kritzendorf (2616)
  - Maria Gugging (1396)
  - Weidling (3307)
  - Weidlingbach (533)

- Königsbrunn am Wagram (574)
  - Bierbaum am Kleebühel (292)
  - Frauendorf an der Au (180)
  - Hippersdorf (179)
  - Utzenlaa (141)
  - Zaußenberg (68)

- Königstetten (2520)

- Langenrohr (1441)
  - Asparn (381)
  - Kronau (73)
  - Langenschönbichl (465)
  - Neusiedl (212)

- Michelhausen (1387)
  - Atzelsdorf (336)
  - Michelndorf (277)
  - Mitterndorf (239)
  - Pixendorf (1227)
  - Rust im Tullnerfeld (485)
  - Spital (101)
  - Streithofen (182)

- Muckendorf-Wipfing
  - Muckendorf an der Donau (1224)
  - Wipfing (473)

- St. Andrä-Wördern
  - Altenberg (1037)
  - Greifenstein (193)
  - Hadersfeld (250)
  - Hintersdorf (702)
  - Kirchbach (575)
  - St. Andrä vor dem Hagenthale (1694)
  - Wördern (3502)

- Sieghartskirchen (2178)
  - Abstetten (213)
  - Dietersdorf (309)
  - Einsiedl (94)
  - Elsbach (599)
  - Flachberg (56)
  - Gerersdorf (71)
  - Gollarn (133)
  - Henzing (190)
  - Kogl (426)
  - Kracking (21)
  - Kreuth (199)
  - Kronstein (21)
  - Ollern (522)
  - Öpping (87)
  - Penzing (42)
  - Plankenberg (302)
  - Ranzelsdorf (90)
  - Rappoltenkirchen (472)
  - Reichersberg (170)
  - Ried am Riederberg (326)
  - Riederberg (930)
  - Röhrenbach (169)
  - Wagendorf (60)
  - Weinzierl (187)

- Sitzenberg-Reidling
  - Ahrenberg (155)
  - Baumgarten (52)
  - Eggendorf (100)
  - Hasendorf (237)
  - Neustift (118)
  - Reidling (1059)
  - Sitzenberg (477)
  - Thallern (261)

- Tulbing (1100)
  - Chorherrn (186)
  - Katzelsdorf (1024)
  - Tulbingerkogel (271)
  - Wilfersdorf (734)

- Tulln an der Donau (12.837)
  - Frauenhofen (107)
  - Langenlebarn-Oberaigen (1434)
  - Langenlebarn-Unteraigen (1056)
  - Mollersdorf (171)
  - Neuaigen (573)
  - Nitzing (397)
  - Staasdorf (250)
  - Trübensee (124)

- Würmla (787)
  - Anzing (92)
  - Diendorf (95)
  - Egelsee (44)
  - Gotthartsberg (10)
  - Grub (6)
  - Gumperding (48)
  - Hankenfeld (154)
  - Holzleiten (147)
  - Jetzing (10)
  - Mittermoos (18)
  - Pöding (16)
  - Saladorf (73)
  - Untermoos (19)
  - Waltendorf (101)

- Zeiselmauer-Wolfpassing
  - Wolfpassing (897)
  - Zeiselmauer (1385)

- Zwentendorf an der Donau (1221)
  - Bärndorf (101)
  - Buttendorf (71)
  - Dürnrohr (494)
  - Erpersdorf (1521)
  - Kaindorf (81)
  - Kleinschönbichl (108)
  - Maria Ponsee (123)
  - Oberbierbaum (215)
  - Pischelsdorf (130)
  - Preuwitz (130)